# 艾米丽玩闹鬼
《艾米丽玩闹鬼》是一款由Shawn Hitchcock制作的恐怖生存独立游戏。于2015年12月10日在Microsoft Windows和OS X平台在Steam上发售。2016年1月31日在iOS和Android平台发布。2016年8月9日移植進入PlayStation 4平台，並在2016年8月25日開始支援虚拟现实的平台Oculus Rift和HTC Vive。2016年9月9日於Xbox One平台上发售。
而之后作者也公布将发布续集，并命名为艾米丽玩闹鬼2（英文：Emily Wants to Play Too），但表示未确定发布日期。在2017年10月25日，作者在Steam发布了测试版，并表示正式版将在2017年第四季度发布，而确实日期将隐藏在测试版游戏中。
这个游戏其实和另一款恐怖生存独立游戏玩具熊的五夜后宫相似，两者都以自行移动的拟生物的非生物（拟人的娃娃和拟动物的机器人）作为敌人，并且两者都在深夜12点开始并且必须生存到六点。

## 故事
根据屋子里的笔记，艾米丽是一个刚搬家的沮丧的女孩。根据之后由艾米丽的妈妈留下的录音带，艾米丽的妈妈发现到可能是不喜欢新家，自从搬到这里后艾米丽开始变得怪怪的。但之后艾米丽变得古怪又暴力，在学校伤害其他同学，甚至把父母送给她的狗给杀了。因此，父母决定把她留在家并把她锁在地下室。在这段时间，在她找到娃娃后，更加奇怪的事情发生了。娃娃们开始在没有被触碰的情况下自行出现在房子的各处。而艾米丽也在她的房间挖开了一个小孩应该挖不了的巨大的洞口。一天，艾米丽被发现在地下室里死气沉沉的，让父母决定再度搬家。
而在充满雪花的电视机上也有着一段只剩下声音的新闻报道。根据报道，有一位夫妇在一个月前被发现在准备搬家时被杀死。这普遍被认为就是艾米丽的父母。而凶手也被认为是艾米丽或是其中一只娃娃。
而故事开始时，一位披萨送货员来到了这间诡异的家。当时已是深夜11点，这里也是送披萨的最后一个地点。但因倾盆大雨的关系，加上订单上也表明大门开着，可以随意进来，送货员只好进来避雨。之后门突然关上，再也出不去。而在深夜12点来临之时，送货员遇到了一位诡异恐怖的小女孩“艾米丽”和她三个活着的娃娃：琪琪、塔特先生和切斯特 。她们表示想要和送货员玩游戏，而送货员在保持不被杀掉的情况下生存到了六点。最后，艾米丽让送货员离开，而警方很快也在送货员离开后前来调查。之后从一个新闻报道得知送货员目前正被进行精神评估，但与他的形容中的娃娃却全都恢复了。

### 登场角色
- 披萨送货员：名称未知，只知道它是一位值夜班的披萨送货员。他是玩家在这个游戏操纵的主角。在与艾米丽和娃娃对抗5个小时后，成功逃脱出来。之后被进行精神评估。
- 艾米丽（英文：Emily）：本游戏中的主要对手。对应游戏是捉迷藏。在4点出现，并在5点时与其他娃娃一起出现。很讨厌新家，之后开始出现精神与暴力倾向。被父母锁在地下室一段时间后死气沉沉。在准备再度搬家时杀了父母。
- 琪琪（英文：Kiki）：娃娃之一，是早出现的娃娃，是个拟人的女性亮灰色皮肤娃娃。对应游戏是躲猫猫。在12点出现，并在4点与其他娃娃一起消失，在5点时再度和艾米丽以及其他娃娃一起出现。
- 塔特先生（英文：Mr. Tatters）：娃娃之一，是个诡异的小丑娃娃。对应游戏是红绿灯。在1点出现，并在4点与其他娃娃一起消失，在5点时再度和艾米丽以及其他娃娃一起出现。
- 切斯特（英文：Chester）：娃娃之一，是个较瘦的男性拟人娃娃。对应游戏是鬼抓人。在2点出现，并在4点与其他娃娃一起消失，在5点时再度和艾米丽以及其他娃娃一起出现。
- 艾米丽的父母：名称未知。游戏开始前，他们一家人一起搬家。在发生一连串怪事后决定再度搬家。但准备搬家时却被艾米丽杀死。

## 游玩方法
玩家在游戏开始后会从11点开始，而真正游戏开始是在12点。玩家必须从12点生存到6点，而每一个娃娃都有着专属的对抗方法，且这些都会对应着一个儿童肢体游戏，因此玩家必须学会并记住对抗它们的方法。而屋子里有着一个大洞，玩家必须尽量避免它，如果进入就会被艾米丽攻击。要知道如何对抗它，玩家可以从在屋子四处的笔记和厨房的白板获得提示，但在白板上的内容通常通过都会作弄玩家，因此玩家必须进行相反的动作。
首先登场的会是从12点开始出现的琪琪。一旦它出现在玩家背后就会发出笑声，有时也会把灯关上。如果琪琪出现的话，玩家必须找到并盯着它直到它离开。如果离开视线的话，琪琪就会进行移动。这和儿童游戏躲猫猫相似。如果玩家触碰到它，就会被它攻击并死亡。
在1点之后塔特先生就会出现。在它出现时，它会出现在玩家面前，带着诡异的笑声背对着玩家。一旦它说“哈喽？”并伸出手转身时，玩家必须立刻不移动直到它离开。这和儿童游戏123木頭人相似。如果玩家在“红灯”（即转身时）时移动，塔特先生会说“我看得见你。”（英文：“I can see you.”），之后就会冲过来杀死玩家。
而在2点出现的切斯特则和鬼抓人的玩法相似。玩家必须在它出现时马上离开到其他它不在的房间。玩家可以透过切斯特的笑声得知它的存在。来不及逃跑的话就会被切斯特攻击并死亡。
这三只娃娃都会在4点停止活动。而这时艾米莉就会出现。玩家必须要陪她玩捉迷藏。玩家必须在限定的时间内（4点时是75秒，5点时是90秒）找到躲起来的艾米丽。如果时间到或是玩家打开手电筒，艾米莉就会出来找到并杀死玩家。而在5点时，所有娃娃包括艾米丽都会再度出现。而一旦6点到达，玩家必须赶快回到出口，否则会被艾米丽杀死。